# Ferdinando Galimberti
Ferdinando Galimberti, également appelé Gallimberti, Gallimberto ou Galinberti, né vers 1700 à Milan et mort en 1751, est un compositeur, violoniste et pédagogue italien de la période classique, membre de l'école symphonique de Milan.

## Biographie
La date exacte de la naissance de Ferdinando Galimberti est inconnue, le lieu de naissance est indiqué dans les sources comme étant Milan,. 
Sa carrière est mal connue mais son activité musicale peut cenpendant être située entre 1725 et 1751. On sait également qu'entre 1740 et 1742 il fut le professeur de violon du compositeur suisse Franz Joseph Leonti Meyer von Schauensee. 
Il était un compositeur apprécié de l'école symphonique de Milan qui regroupait l'historien Giorgio Giulini et les compositeurs Antonio Brioschi, Giovanni Battista Lampugnani et caractérise la production symphonique de l'Italie du Nord. Cette école a joué un rôle important dans le développement du style symphonique du classicisme viennois, notamment grâce aux séjours à Milan de Christoph Willibald Gluck et Wolfgang Amadeus Mozart,.
La mort de Galimberti en 1751 est attestée par des documents conservés au monastère suisse d'Einsielden, grâce à la documentation écrite d'un achat de compositions liturgiques provenant de sa succession.

## Œuvre (sélection)

### Musique sacrée
Le Répertoire International des Sources Musicales mentionne de nombreuses œuvres de musique sacrée de Galimberti :
- Agnus dei en sol mineur
- Benedictus dominus deus meus en sol majeur
- Christe eleison en ré mineur
- Confitebor en sol majeur
- Cum sancto spiritu en ré majeur
- Credo en sol majeur et ré majeur
- Dies irae en do mineur
- Domine ad adjuvandum en ré majeur et fa majeur
- Gloria en sol majeur, ré majeur, fa majeur et mi bémol majeur
- Gracias agimus en sol majeur
- Kyrie en ré majeur et fa majeur
- Laetatus sum en fa majeur
- Laudamus te en ré majeur
- Magnificat en fa majeur, mi bémol majeur, sol mineur et ré mineur
- Miserere en si majeur et mi bémol majeur
- Nisi dominus en sol majeur
- Salve regina en sol majeur et fa majeur
- Sancti et justi en sol majeur
- Tantum ergo en do majeur
- Qui sedes en ré majeur
- Messes

### Symphonies et musique de chambre
Pour François-Joseph Fétis dans sa Biographie universelle des musiciens (deuxième édition - tome troisième - 1878), Gallimberti (qu'il écrit avec 2 L) « s'est fait connaître par quelques symphonies restées en manuscrit, qui ne manquent pas de mérite ».
Le Répertoire International des Sources Musicales mentionne des symphonies, des concertos, des ouvertures, des sonates, des marches, des trios et un duo :
- Symphonies  en la majeur, si majeur et mi bémol majeur
- Concertos  en la majeur et fa majeur
- Ouvertures en do majeur, sol majeur, ré majeur, la majeur, fa majeur, mi bémol majeur et sol mineur
- Sonates en fa majeur et en ré majeur
- Marches en do majeur
- Trios  en la majeur
- La baronessa amabile – Duo en fa majeur pour 2 voix, 2 hautbois, 2 violons et orgue